# Юганов, Виктор Николаевич
Виктор Николаевич Юганов (23 февраля 1922, Москва — 24 июля 1964, Москва) — советский военный лётчик, лётчик-испытатель 1-го класса (1950), капитан.

## Биография

### Ранние годы
Родился 23 февраля 1922 года в Москве.
В 1936—1937 годах — моторист Сталинского аэроклуба Москвы. В Красной армии — с декабря 1937 года. В декабре 1938 года окончил Борисоглебскую авиационную школу. Служил в ВВС СССР.

### Участие в боевых действиях
Участник боёв на реке Халхин-Гол. В июле-августе 1939 года — младший лётчик 56-го истребительного авиационного полка, совершил 120 боевых вылетов, сбил 3 самолёта противника.
В декабре 1939 года участвовал в советско-финляндской войне в составе 19-го истребительного авиационного полка. Участник Великой Отечественной войны. В июле-августе 1941 года — лётчик 2-й отдельной истребительной авиационной эскадрильи, совершил 19 боевых вылетов; в январе-марте 1942 года — помощник командира эскадрильи 521-го истребительного авиационного полка (Калининский фронт), совершил 56 боевых вылетов, в воздушных боях сбил лично 2 и в группе 8 самолётов противника.

### Лётно-испытательная работа
С апреля 1942 по март 1945 года Юганов служил лётчиком-испытателем в Лётно-исследовательском институте (ЛИИ). Здесь провёл испытания самолётов:
- ЛаГГ-3 на штопор и И-185 (1941),
- Та-3 на поперечную устойчивость (1942), Пе-2 с моторами АШ-82 (1942), ДИС «Т» (1942),
- Ил-2 на прочность (1943), Ла-5ФН с турбокомпрессором (1943), Ла-5 с мотором М-71 (1943),
- Ил-6 на продольную устойчивость (1944), Як-9ПД (1944), Ще-2 (1944), МП (1944).

В 1945—1946 годах — лётчик-инспектор штаба ВВС Московского военного округа. С 1946 года — в запасе.
С декабря 1946 года по декабрь 1949 года — лётчик-испытатель ОКБ А. И. Микояна.
Потом вернулся в ЛИИ, где с декабря 1949 года по сентябрь 1953 года провёл испытания двигателя ВК-5Ф на МиГ-15 (1951) и ряд других испытательных работ института.

### Смерть
После выхода на пенсию Виктор Николаевич Юганов жил в Москве, он умер 24 июля 1964 года. Похоронен в Москве на Введенском кладбище (14 уч.).